# Laskaris
Laskaris eller Lascaris var en gammal förnäm bysantinsk ätt, som i början av 1200-talet nådde stor politisk betydelse då Theodor I Lascaris, som var gift med Anna Komnena Angelina, en dotter till Alexios III Angelos, efter att ha med stor tapperhet deltagit i Konstantinopels försvar mot venetianerna, trädde fram som ledare för de greker, som vägrade underkasta sig "latinarnas" välde. Som kejsare av Nicaea efterträddes Teodoros av sin svärson, Johannes III Ducas Vatatzes. Dennes son, Theodor II kallades efter sin mor Laskaris. Då han 1258 dog, lämnade han sin son Johannes IV Lascaris som kejsare under förmynderskap av Mikael VIII Palaiologos, vilken dock undanträngde Johannes från tronen.
Om, och i sådana fall författarna Laskaris Konstantinos, Laskaris Johannes och Laskaris Kananos tillhörde denna ätt eller om släkerna senare tagit kejsarnas berömda namn är okänt.